# Scoglio Gruizza
Lo scoglio Gruizza (in croato Grujica) è un isolotto disabitato della Croazia situato a nord dell'isola di Premuda.
Amministrativamente appartiene alla città di Zara, nella regione zaratina.

## Geografia
Lo scoglio Gruizza si trova nel canale del Quarnarolo (Kvarnerička vrata), tra le isole di Asinello a nord e di Premuda a sud. Dalla prima dista 3,185 km, dalla seconda 6 km. Nel punto più ravvicinato, invece, dista dalla terraferma (punta Jurisnizza (rt Jurišnica), sulla costa dalmata) 37,8 km.
Gruizza è un isolotto di forma ovale, orientato in direzione nordovest-sudest, che misura circa 500 m di lunghezza e 260 m di larghezza massima. Ha una superficie di 0,0933 km² e uno sviluppo costiero di 1,210 km. Al centro, raggiunge un'elevazione massima di 6 m s.l.m.. Nei pressi dell'altura si trova un faro del 1872, composto da una torre quadrata di 15 m inglobata nella casa del custode. Il faro produce tre segnali luminosi bianchi ogni 15 secondi, il piano focale è posto a 17 m d'altezza e la luce raggiunge una portata massima di 10 miglia marine.

### Cartografia
- (HR) Mappa topografica della Croazia 1:25000, su preglednik.arkod.hr.